# Старовяткіна
Старовя́ткіна (рос. Старовяткина) — присілок у складі Абатського району Тюменської області, Росія.
Населення — 111 осіб (2010, 133 у 2002).
Національний склад станом на 2002 рік:
- росіяни — 93 %